# 趙恆 (嘉靖進士)
趙恒（1511年—1604年），字志貞，號特峯，福建泉州府晉江縣人，軍籍，明朝政治人物。同進士出身。

## 生平
嘉靖十三年（1534年）甲午科福建鄉試第五名舉人。中舉後读书武夷山中，嘉靖十七年（1538年）中式戊戌科會試第四十六名，登第三甲第九十一名進士。授袁州府學教授，十九年主考河南鄉試，三年任满，升任國子監丞，因赴任违限，改任南京国子监丞，二年後擢南京戶部江西司主事，旋遷南工部虞衡司员外郎，未任，遷南戶部雲南司郎中，轉遷浙江盐运司同知，后升任姚安府知府，為官廉潔有功，在任九月，辞官归乡。年九十四卒。著有《庄子涉笔》、《史记涉筆》、《忠愛堂稿》、《經濟録抄》等。

## 家族
曾祖趙森，贈戶部主事；祖父趙瑺，戶部郎中；父趙信，贈南京户部主事；母李氏。慈侍下。弟趙忱。孫趙世徵，广西巡抚。